# Hysterochelifer proprius
Espèce
Hysterochelifer proprius est une espèce de pseudoscorpions de la famille des Cheliferidae.

## Distribution
Cette espèce est endémique des États-Unis. Elle se rencontre en Arizona, au Nouveau-Mexique, au Colorado et en Oregon.

## Description
Le mâle holotype mesure 3,25 mm et la femelle paratype 3,7 mm.

## Publication originale
- Hoff, 1950 : Some North American Cheliferid Pseudoscorpions. American Museum Novitates, no 1448, p. 1-18 (texte intégral).